# Gyula Gömbös
Dans le nom hongrois Gömbös Gyula, le nom de famille précède le prénom, mais cet article utilise l’ordre habituel en français Gyula Gömbös, où le prénom précède le nom.

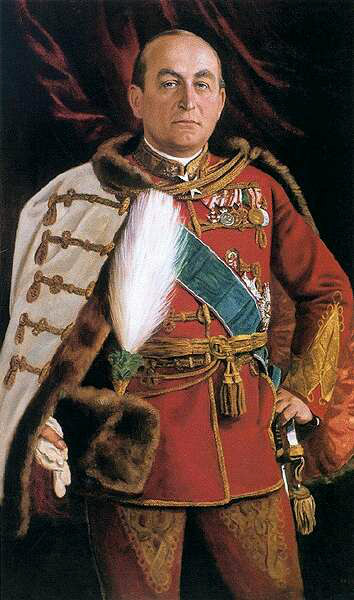
Gyula Gömbös

Vitéz Gyula Gömbös de Jákfa (en hongrois: Vitéz jákfai Gömbös Gyula ; né le 26 décembre 1886, mort le 6 octobre 1936) est un homme politique et Premier ministre conservateur du Royaume de Hongrie de 1932 à 1936. Son successeur fut Kálmán Darányi.

## Biographie
Gyula Gömbös est né en 1886 à Murga, dans le comitat de Tolna de l'Autriche-Hongrie, de Gyula Gömbös, maître de l'école du village, et de Mária Weitzel. Ses ancêtres sont principalement allemands, bien que la famille se vante aussi d'une ascendance noble hongroise. Sa famille fait partie de la communauté évangélique de Hongrie.
Gömbös entre à l'école des cadets de Pécs et sert comme capitaine durant la Première Guerre mondiale. Bien qu'étant dans l'armée, il devient un ardent défenseur de l'indépendance de la Hongrie.
Après la chute et la dissolution de l'empire à la fin de la guerre, Gömbös rejoint les forces hongroises conservatrices à Szeged. Peu disposées à soutenir le communiste Béla Kun, elles forment leur propre groupe paramilitaire, l'
Association Nationale Hongroise de Défense (en) (Magyar Országos Véderő Egylet). Gömbös devient un proche allié de Miklós Horthy, alors chef du gouvernement anti-communiste à Szeged, joue un rôle de premier plan dans l'organisation de son l'armée et est nommé ministre de la Défense du gouvernement de Szeged. À la chute de la République des conseils de Hongrie en août 1919, il participe activement à la purge des communistes. Il soutient également certaines actions politiques contre les Juifs de Hongrie. Les Hongrois ayant noté que Kun et la plupart des ministres de son gouvernement communiste étaient juifs, une certaine idée voulant que les Juifs étaient les principaux soutiens du communisme s'était répandue dans le pays.
Membre avant la guerre du Parti civique indépendant des petits propriétaires et des travailleurs agraires, Gömbös vire brusquement à droite après l'éclatement de l'Autriche-Hongrie. Après la nomination de Miklós Horthy comme régent du royaume de Hongrie en 1920, Gömbös devient le chef principal du mouvement nationaliste émergent. En réponse à la brève période communiste et à la signature du Traité de Trianon qui entraîne pour la Hongrie une perte des deux tiers de son territoire, le mouvement gagne un certain soutien dans la population. Malgré quelques désaccords avec Horthy, Gömbös reste actif dans la purge généralisée des communistes hongrois et organise plus tard une opposition militaire massive qui contre les prétentions de Charles Ier d'Autriche de reprendre son trône en 1921, mouvement qui permet à Horthy de garder fermement le contrôle de la Hongrie. Il devient la même année l'un des principaux leader de l'opposition au premier ministre István Bethlen. Major-général en 1929, Gömbös est nommé par Horthy ministre de la Défense dans le gouvernement Bethlen.
En 1932, Horthy nomme Gömbös Premier ministre et lui fait promettre de ne pas demander de nouvelles élections. La communauté juive, représentée par Stem et Szanto, appuie la nomination de Gömbös et son programme en échange de la promesse, tenue, de ne pas adopter de lois anti-juives et de ne pas causer de préjudices économiques à la population juive de Hongrie. 
Gömbös est très actif au niveau international afin d'obtenir la révision du Traité de Trianon et la relance de l'économie hongroise. Un de ses principaux objectifs est d'aligner la Hongrie dans un axe avec l'Italie et l'Autriche. Peu de temps après sa nomination comme premier ministre, il s'envole pour l'Italie et rend visite à Benito Mussolini. Ils parviennent tous deux à un accord et Mussolini apporte son soutien à la révision du traité. Mussolini promet aussi une aide de l'Italie si la Hongrie entre en guerre avec la Yougoslavie et la Roumanie afin de recouvrer son ancien territoire. Gömbös forme également une alliance avec Berlin dans le même but, à savoir rallier l'Allemagne à la révision du Traité de Trianon et aider à la relance de l'économie chancelante de la Hongrie. Lorsque Adolf Hitler devient chancelier en 1933, Gömbös est le premier chef de gouvernement étranger à aller le voir. Peu de temps après, il signe un accord commercial important avec l'Allemagne, accord qui participe grandement au renouveau économique hongrois des années 1930. Gömbös se concentre surtout par la suite sur une alliance avec l'Italie et l'Autriche, après qu'Hitler lui eut clairement signifié qu'il soutiendrait une reconquête des territoires perdus en Tchécoslovaquie, mais pas en Roumanie ni en Yougoslavie. Hitler fut également contre le plan de Gömbös d'agrandir l'armée hongroise, tandis que Mussolini soutint cette idée.
Gömbös meurt en fonction en 1936, à Munich, des suites d'un cancer du testicule.
Son cortège funèbre sera suivi par des centaines de milliers de Hongrois et de nombreux dignitaires de son temps se rendirent à son catafalque.